# وسام نوار
وسام نوار (عربی: وسام نوار؛ زادهٔ ۱۴ فوریهٔ ۱۹۹۰) بازیکن هندبال اهل مصر است.